# マーサー郡 (ケンタッキー州)
マーサー郡（英: Mercer County）は、アメリカ合衆国ケンタッキー州の中央部に位置する郡である。2010年国勢調査での人口は21,331人であり、2000年の20,817人から2.5%増加した。郡庁所在地はハロズバーグ市（人口8,340人）であり、同郡で人口最大の都市でもある。マーサー郡は1786年にリンカーン郡から分離して設立された。郡名はアメリカ独立戦争の将軍であり、1777年のプリンストンの戦いで戦死したヒュー・マーサーに因んで名付けられた。アルコール飲料の販売に関しては「モイスト郡」に分類される。基本的にアルコール飲料の販売は禁じられる「ドライ郡」（禁酒郡）だが、特にハロズバーグ市やプレザントヒルのように飲料としてアルコールの小売りが認められる「ウェット」地域が含まれている。

## 歴史
プレザントヒル、別名シェイカータウンは、元シェイカー教徒が造った町であり、特に南北戦争前の時代に活発だった。現在はアメリカ合衆国国定歴史建造物に指定されており、30以上の歴史ある建物がある。他に農園や公園も入っている。
南北戦争のとき、北軍の第19ケンタッキー州志願兵歩兵連隊がハロズバーグのキャンプ・ハーウッドで編成された。1862年1月2日、ウィリアム・J・ランドラム大佐の指揮下に3年間徴兵の者が集められた。郡内には南軍に従軍した者もいた。
第二次世界大戦のバターンの戦いに参戦した第192戦車大隊のD中隊はハロズバーグ出身だった。

## 地理
アメリカ合衆国国勢調査局に拠れば、郡域全面積は253.11平方マイル (655.6 km2)であり、このうち陸地250.92平方マイル (649.9 km2)、水域は2.20平方マイル (5.7 km2)で水域率は0.87%である。

### 隣接する郡
- アンダーソン郡 - 北
- ウッドフォード郡 - 北東
- ジェサミン郡 - 東
- ゲアリド郡 - 南東
- ボイル郡 - 南
- ワシントン郡 - 西

## 人口動態
以下は2000年国勢調査による人口統計データである。
| 基礎データ - 人口: 20,817人 - 世帯数: 8,423 世帯 - 家族数: 6,039 家族 - 人口密度: 32人/km2（83人/mi2） - 住居数: 9,289軒 - 住居密度: 14軒/km2（37軒/mi2） 人種別人口構成 - 白人: 94.00% - アフリカン・アメリカン: 3.69% - ネイティブ・アメリカン: 0.21% - アジア人: 0.47% - 太平洋諸島系: 0.03% - その他の人種: 0.63% - 混血: 0.96% - ヒスパニック・ラテン系: 1.27% 年齢別人口構成 - 18歳未満: 24.4% - 18-24歳: 7.4% - 25-44歳: 29.1% - 45-64歳: 24.5% - 65歳以上: 14.6% - 年齢の中央値: 38歳 - 性比（女性100人あたり男性の人口） - 総人口: 94.0 - 18歳以上: 89.7 | 世帯と家族（対世帯数） - 18歳未満の子供がいる: 31.8% - 結婚・同居している夫婦: 57.8% - 未婚・離婚・死別女性が世帯主: 10.4% - 非家族世帯: 28.3% - 単身世帯: 25.1% - 65歳以上の老人1人暮らし: 11.6% - 平均構成人数 - 世帯: 2.45人 - 家族: 2.93人 収入と家計 - 収入の中央値 - 世帯: 35,555米ドル - 家族: 43,121米ドル - 性別 - 男性: 33,657米ドル - 女性: 22,418米ドル - 人口1人あたり収入: 17,972米ドル - 貧困線以下 - 対人口: 12.9% - 対家族数: 10.0% - 18歳未満: 17.4% - 65歳以上: 12.0% |

## 都市と町
- ハロズバーグ - 郡庁所在地
- バーギン
- ボンドビル
- ブッシュタウン（東西2か所）
- ダンカン
- メイヨー
- プレザントヒル
- トールメイジ
- サルビサ（国勢調査指定地域）

## 見どころ
- ハロド砦歴史公園、ハロド砦を再建、ケンタッキー州では最初の恒久的開拓地
- シェイカー教徒のプレザントヒル村、生きている歴史博物館である
- ハーリントン湖